# Toorbul
Toorbul är en del av en befolkad plats i Australien. Den ligger i kommunen Moreton Bay och delstaten Queensland, omkring 49 kilometer norr om delstatshuvudstaden Brisbane.
Närmaste större samhälle är Bongaree, nära Toorbul. 
I omgivningarna runt Toorbul växer i huvudsak städsegrön lövskog. Runt Toorbul är det ganska tätbefolkat, med 120 invånare per kvadratkilometer. Genomsnittlig årsnederbörd är 1 434 millimeter. Den regnigaste månaden är januari, med i genomsnitt 283 mm nederbörd, och den torraste är oktober, med 22 mm nederbörd.